# The Last Outlaw
The Last Outlaw (no Brasil, O Último Bandoleiro) é um filme faroeste dos Estados Unidos de 1936 dirigido por Christy Cabanne, com Harry Carey, Henry B. Walthall e Hoot Gibson nos papéis principais.

## Elenco
- Harry Carey ... Dean Payton
- Hoot Gibson ... Chuck Wilson
- Tom Tyler ... Al Goss
- Henry B. Walthall ... Cal Yates
- Margaret Callahan ... Sally Mason
- Ray Mayer ... Joe
- Harry Jans ... Jess
- Frank M. Thomas ... Dr. Charles Mason
- Russell Hopton ... Xerife Arthur Billings
- Frank Jenks ... Tom
- Maxine Jennings ... Secretário de Billings
- Fred Scott ... Larry Dixon